# Kościół św. Katarzyny w Gdańsku
Kościół św. Katarzyny – najstarszy kościół parafialny na Starym Mieście w Gdańsku. Powstał w latach 1227–1239, fundatorami byli książęta Pomorza Gdańskiego, rozbudowany został po 1379. W latach 1555–1945 należał do protestantów. Jego patronką jest św. Katarzyna Aleksandryjska z Egiptu.
Mierząca 76 m wieża kościoła jest zwieńczona barokowym hełmem autorstwa Jacoba van den Blocka z 1634. W świątyni znajdują się obrazy Antona Möllera i Izaaka van den Blocka, jak również barokowe epitafia i płyta nagrobna astronoma Jana Heweliusza z 1659 roku.
Szczególnym zabytkiem jest znajdujący się tam obraz Matki Boskiej Bołszowieckiej przeniesiony po II wojnie światowej z Sanktuarium w Bołszowcach w dawnym województwie stanisławowskim.

## Historia
W 1298 roku Władysław Łokietek sprawował w kościele sądy.
3 lipca 1905 roku wieża kościoła spłonęła od uderzenia pioruna.
Podczas walk o Gdańsk w 1945 r. pożar zniszczył ołtarz główny z 1613 r. autorstwa Simona Herlego oraz dachy, hełm na wieży i część sklepień. W 1953 roku podczas sztormu runął szczyt wschodni nawy południowej prezbiterium. Wkrótce rozpoczęto trwającą kilkadziesiąt lat odbudowę. Do 1958 roku odtworzono część korpusu, szczyty nad prezbiterium i w kaplicach południowych. W 1967 r. ukończono nawę kościoła. Sklepienia naw bocznych zrekonstruowano w latach 1971–1973. W latach 1974–1979 przeprowadzono rekonstrukcję hełmu wieżowego. Pozostałą część sklepień zrekonstruowano w latach 1980–1982.
W wieży kościelnej mieści się Muzeum Zegarów Wieżowych, oddział Muzeum Historycznego Miasta Gdańska.
22 maja 2006 roku doszło do kolejnego dużego pożaru kościoła, w wyniku którego zawalił się dach, który oparł się na stropie kościoła, dzięki czemu nie zajęło się wnętrze świątyni. Zagrożoną zawaleniem wieżę kościoła uratowano. Uratowano większość zabytkowych przedmiotów – strażacy i policjanci wynieśli je z zalanego wodą kościoła do ratusza i Muzeum Narodowego. Ocalał też (aczkolwiek uszkodzony) carillon. Po pożarze dach kościoła został odbudowany, a wypalone drewno hełmu – wymienione.
Przeorem kościoła był do 2006 roku o. Łukasz Semik, następnie do 2012 roku o. Tadeusz Popiela. Później funkcję tę pełnił o. Bogdan Meger, a od 4 stycznia 2020 r. funkcję tę pełni o. Jarosław Pyzia.
W 2011 roku na wieży zamontowano jedyny na świecie zegar pulsarowy.

## Carillony

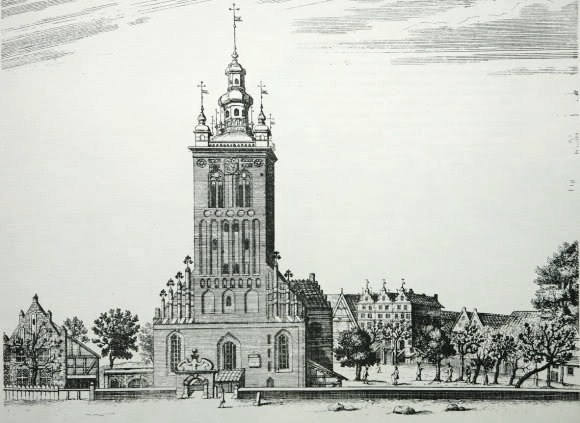
Kościół św. Katarzyny, druga połowa XVIII wieku

Pierwszy carillon zamontowano w 1575 roku, a zdjęto w 1634 roku w trakcie wymiany zegara i dachu wieży.
Drugi carillon wykonał Nicolaus Derck z Horn w Holandii, klawiaturę do gry zbudował organmistrz Andreas Hildebrand. Liczący 35 dzwonów w skali od c1 do c4 instrument zamontowano w 1738 roku. W 1741 roku gdański zegarmistrz Daniel Böttcher dodał mechanizm do gry automatycznej. Przetrwał do pożaru w 1905 roku.
Trzeci carillon składający się z 37 dzwonów w skali od c1 do c4 działał w latach 1910–1942. Wyprodukowany został w ludwisarni Schillingów w Apoldzie. Carillon został wywieziony przez Niemców celem przetopienia. Ostatecznie jednak 28 gdańskich dzwonów przetrwało wojnę i zostało zamontowanych w Kościele Mariackim w Lubece.
Obecny instrument wykonany przez Królewską Ludwisarnię Royal Eijsbouts z Asten w Holandii składa się z 50 dzwonów o łącznej wadze 17 115 kg. W 1989 roku na wieży zawisło 37 dzwonów o łącznej wadze 13,9 tony, a w roku 1998 carillon poszerzony został o kolejne 12 dzwonów (czwartą oktawę od cis4 do c5). 49 dzwonów ważyło w sumie 14 270 kg. Dodano jednocześnie klawiaturę do gry ręcznej, dzięki czemu stał się największym koncertowym carillonem w Europie Środkowej. Zintegrowane do carillonu są napędzane ręcznie dzwony o tonach c', es', f', as', b', które ważą ok. 450, 600, 1000, 1500 i 2500 kg. W czerwcu 2013 roku zainstalowano pięćdziesiąty dzwon Katarzyna o tonie b0, ważący 2845 kilogramów, ostatni i największy z pięćdziesięciu dzwonów carillonu.

## Galeria

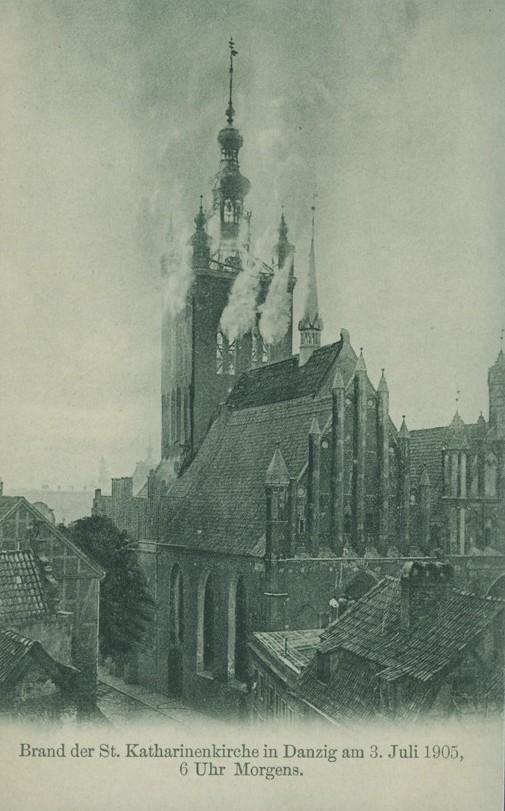
W czasie pożaru, 1905
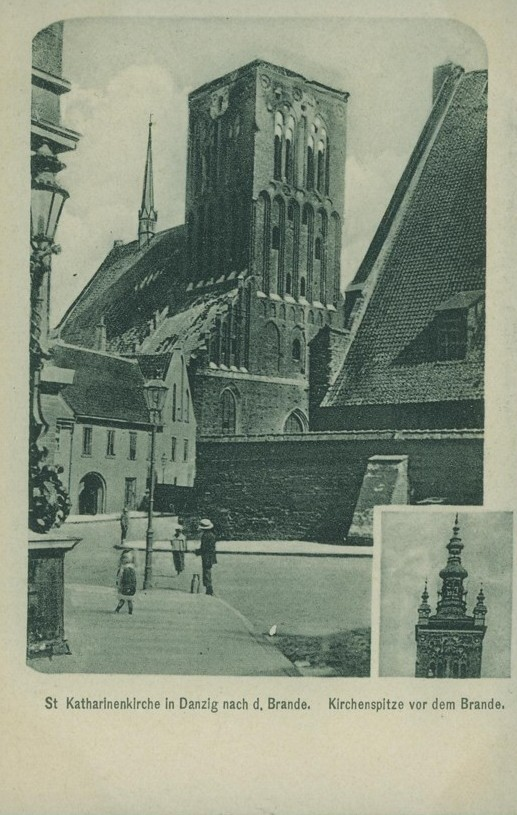
Świątynia po pożarze, 1905
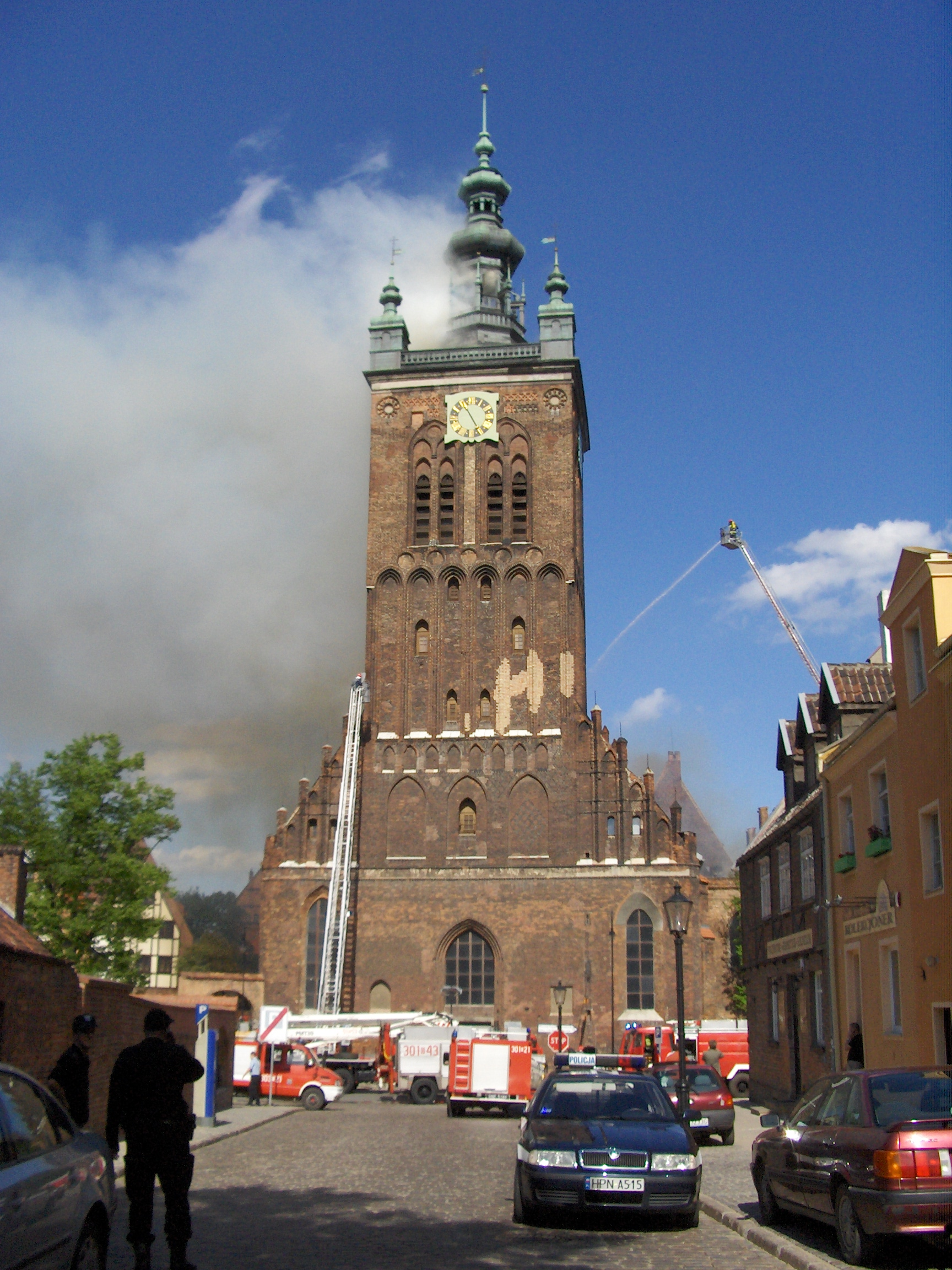
Pożar-maj 2006
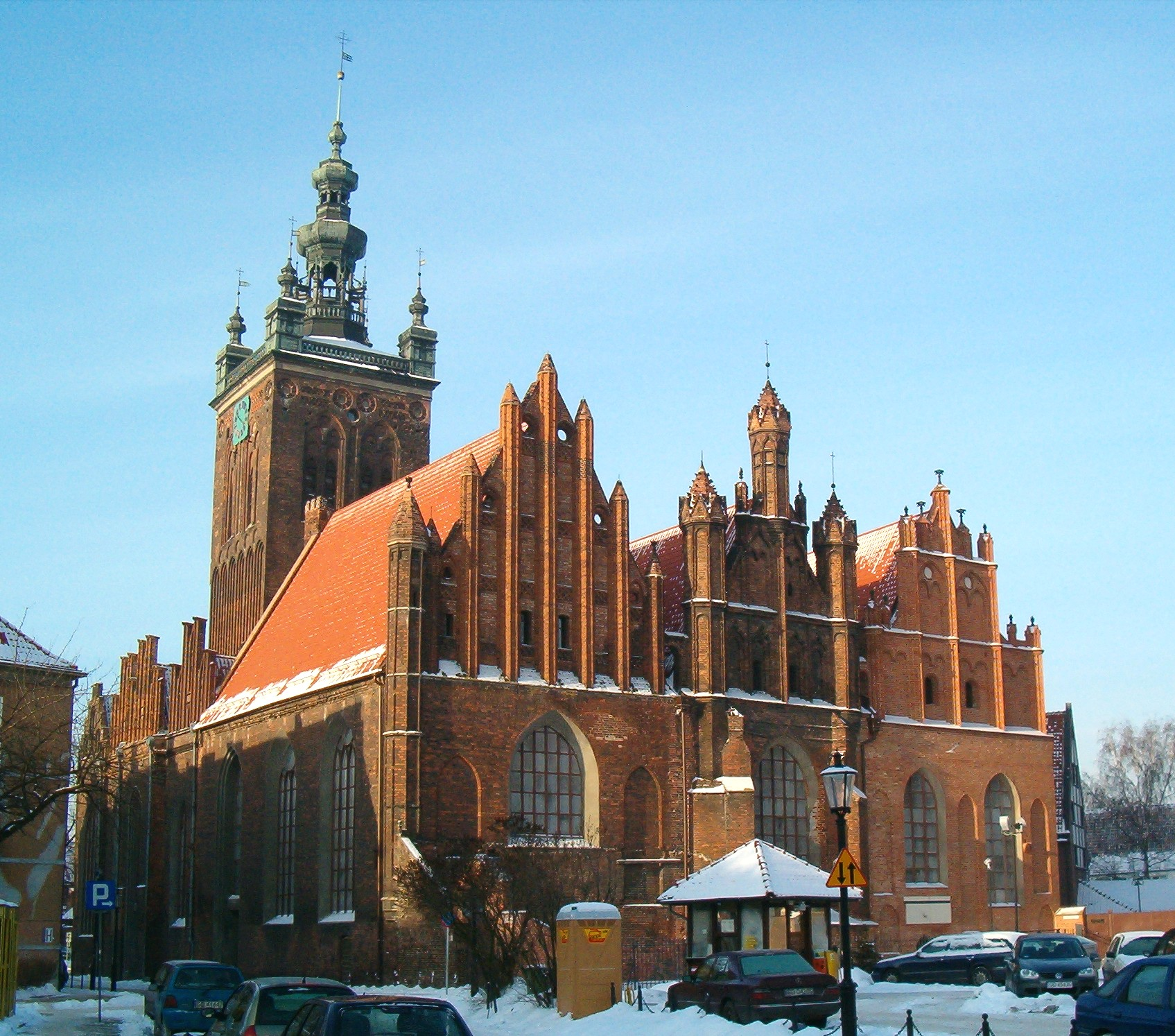
Elewacja tylna
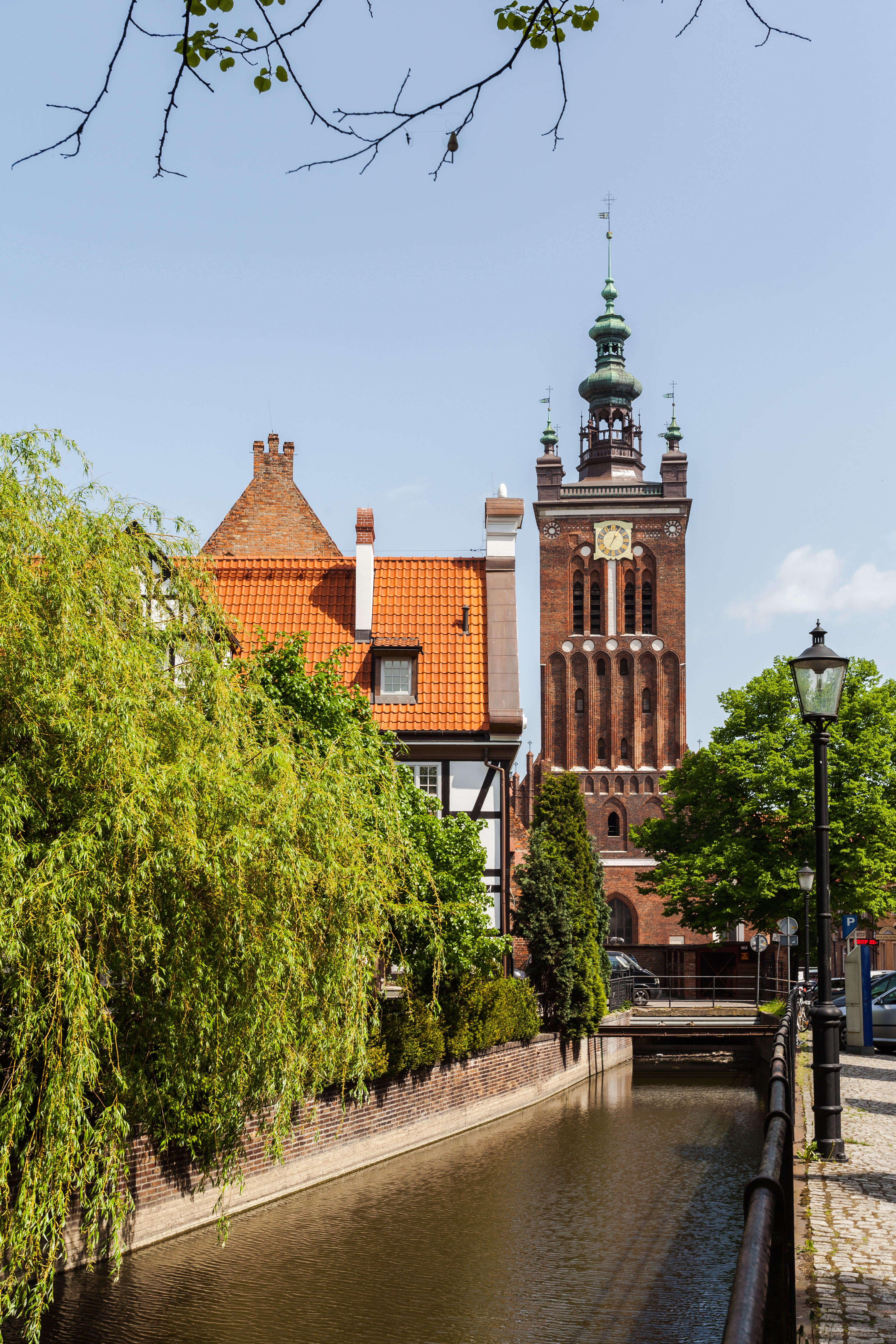
Widok z zewnątrz
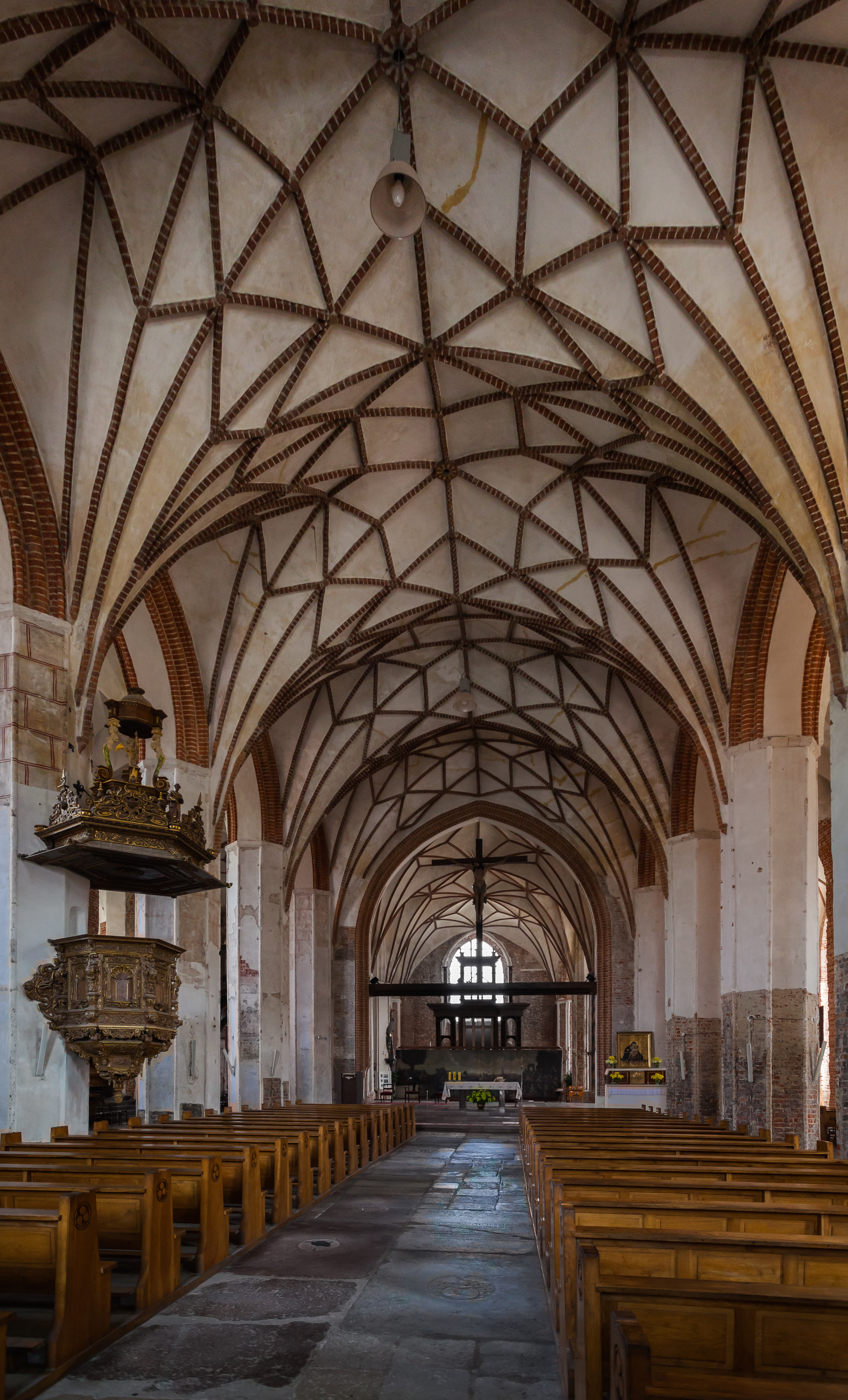
W środku
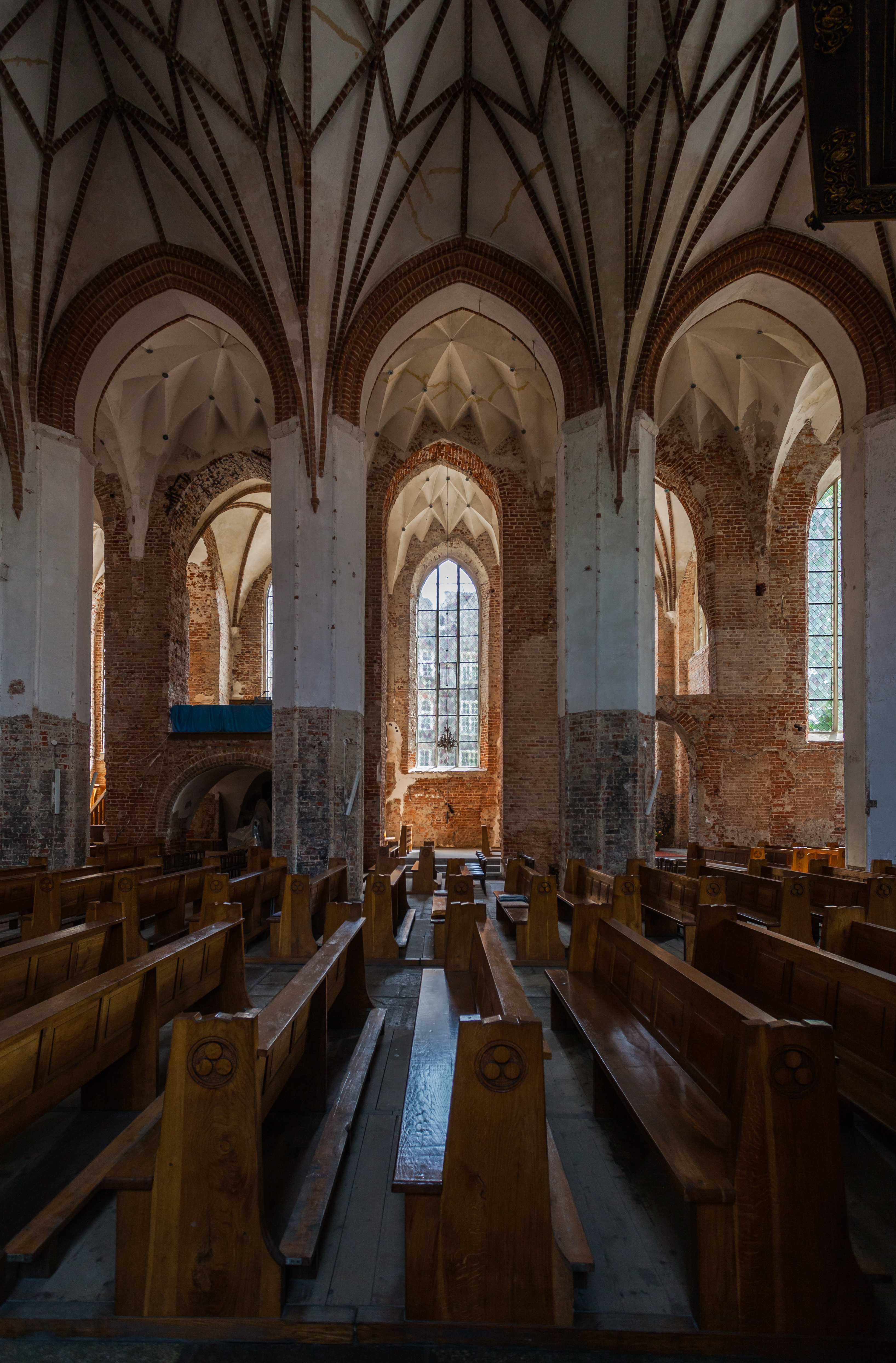
Widok boczny
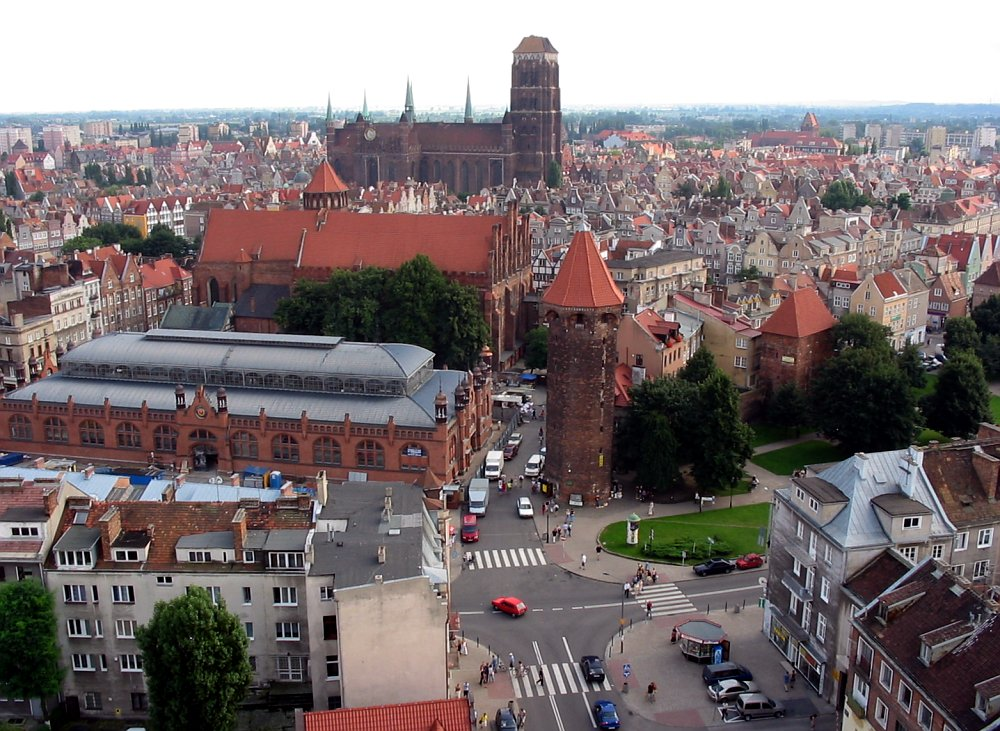
Widok z wieży w kierunku południowym
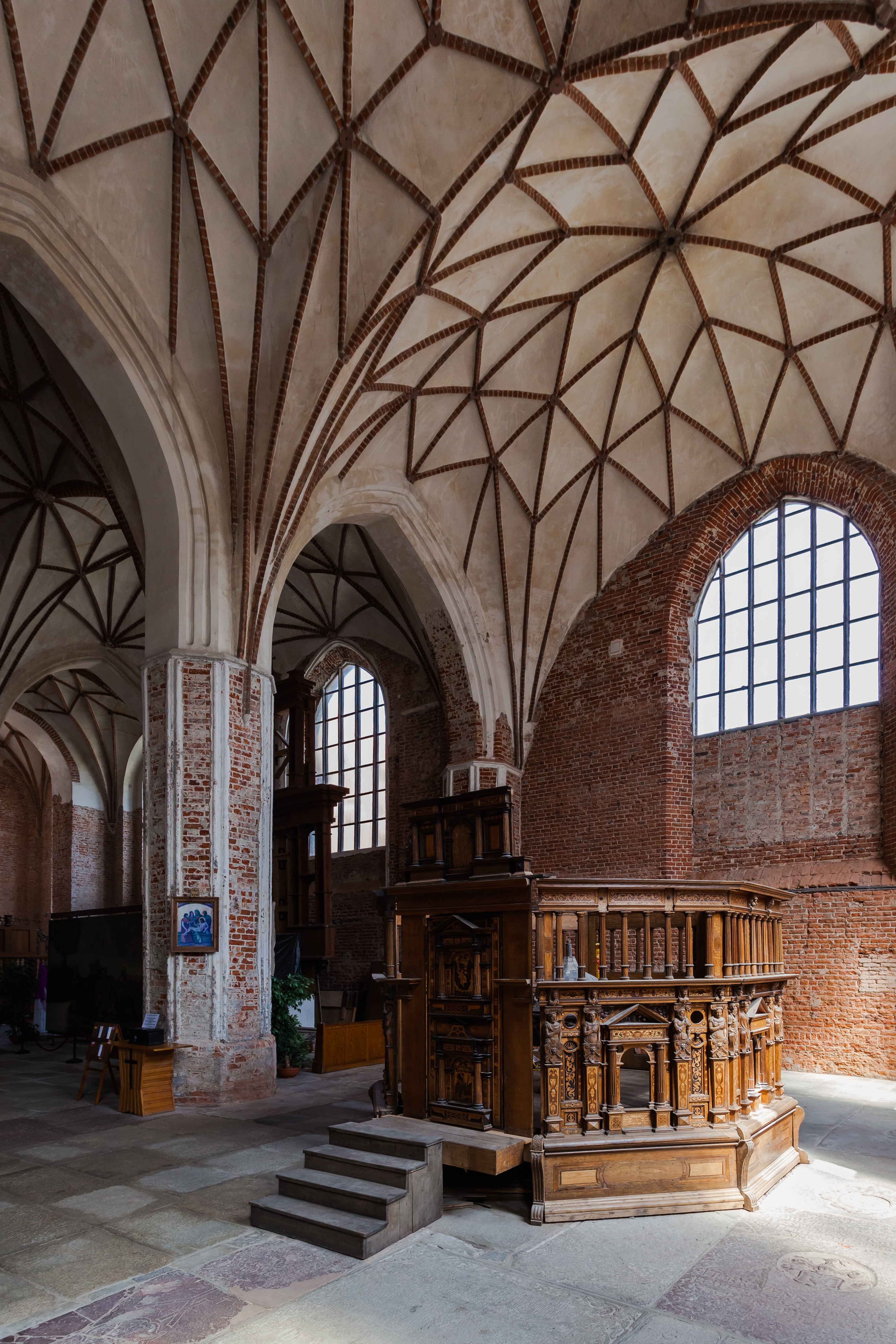
Baptysterium z 1585 r.
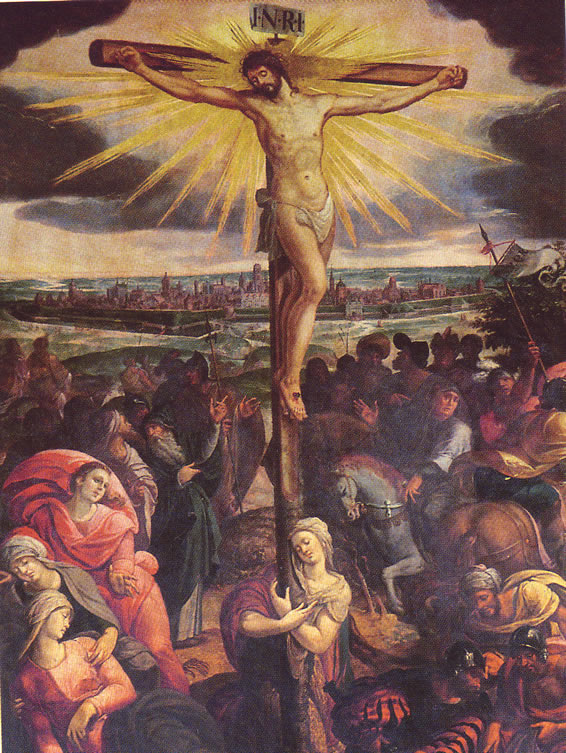
Anton Möller Ukrzyżowanie, 1610 r.
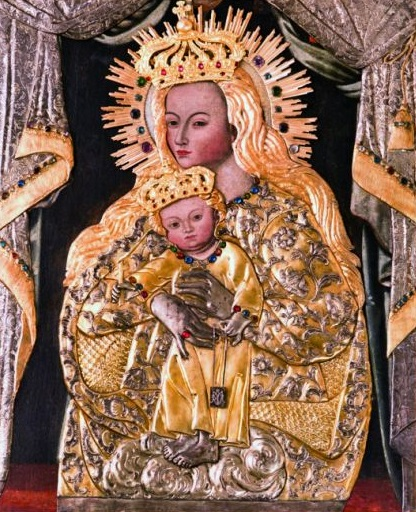
Obraz Matki Bożej Bołszowieckiej, ok. 1620 r.
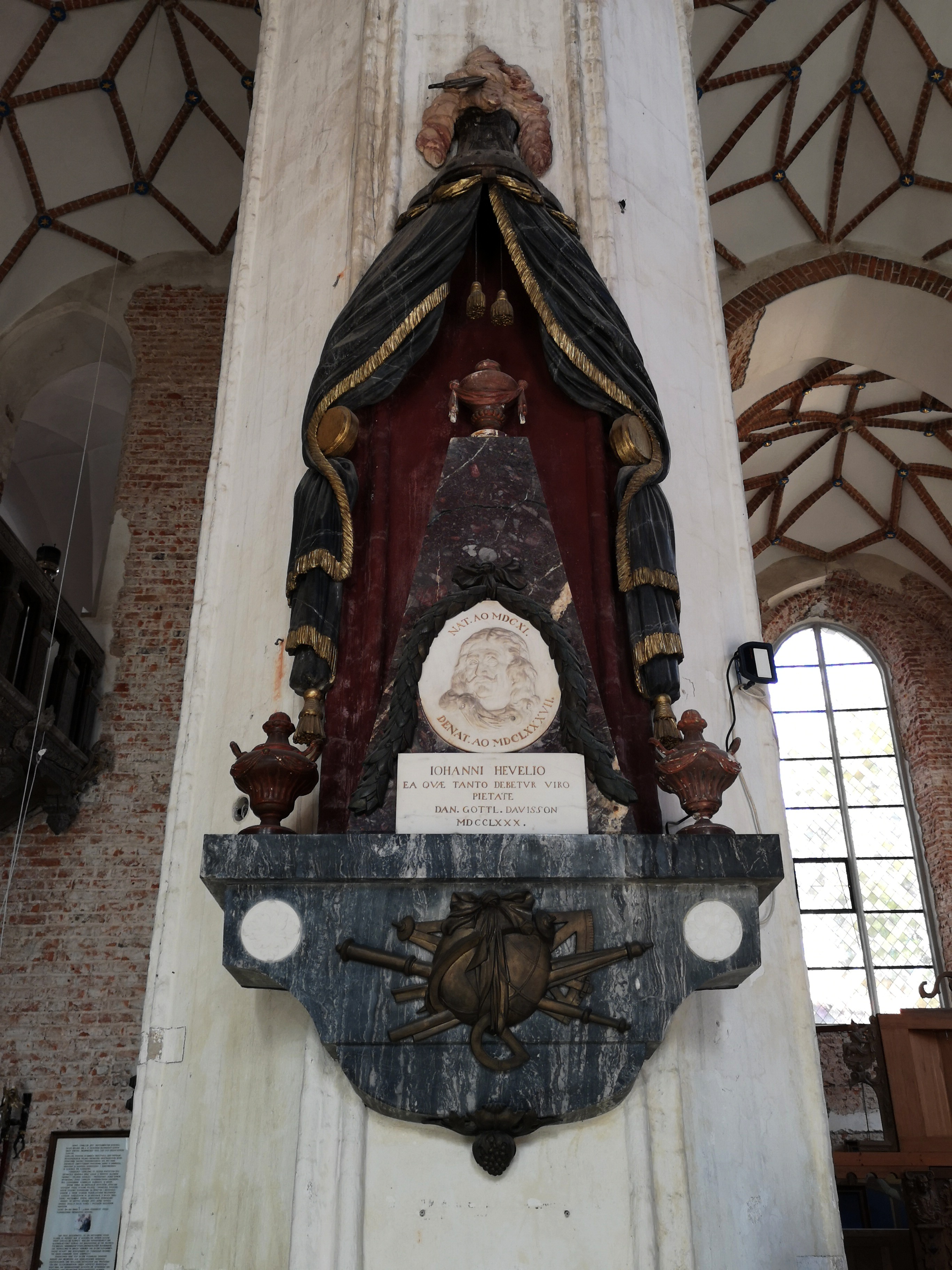
Filar Heweliusza, 2022 r.